# 勇者斗恶龙怪兽篇Joker
《勇者斗恶龙怪兽篇Joker》是由Tose开发，史克威尔艾尼克斯发行的任天堂DS电子角色扮演游戏，游戏是勇者斗恶龙怪兽系列的第四部作品。游戏于2006年12月28日在日本發行，2007年11月6日在北美發行。
这是系列第一部支持联机的游戏，玩家可以使用任天堂Wi-Fi联机。类似系列的其他作品，游戏角色和怪物由长期负责勇者斗恶龙系列艺术创作的鸟山明设计，音乐由椙山浩一谱曲。

## 游戏玩法
《勇者斗恶龙怪兽篇 Joker》是勇者斗恶龙怪兽系列第一部使用3D画面的游戏，也是第一部由Tose开发的游戏。游戏使用玻璃纸阴影动画，战斗和其他勇者斗恶龙游戏类型相同，都是回合制形式发出指令，以全3D形式显示。
玩家的头像是可编辑名字的褐肤黑发的年轻人。他梦想成为世界著名的怪物捕捉者，可以在战斗中驯服怪物。游戏发生在一个被叫做“Green Bays”的地方，这里有七座岛屿，玩家可以通过在特定的码头乘坐水上摩托艇在岛屿之间来往。然而主角可能注意到在一些主岛之外还有无名岛，遇到岛屿的机会是是随机的，而且它们也不在主地图上。在岛屿间旅行是可能有乘有海盗船长和乌鸦的海盗船，它们会被算作特殊怪物。
游戏战斗系统和前作非常相似。玩家控制由三个怪物组成的队伍，并可以直接控制它们或使用5种AI设定之一。除在玩家使用道具时外，主角不能直接参加战斗。《Joker》没有随机战。遇到怪物的唯一方式是走到地图上的敌人跟前。怪物可以在地图上看见，因而可以避开，或是绕道他们后面袭击以多一轮攻击机会。
游戏还支持任天堂Wi-Fi元素。玩家可以连接服务器并为他们的怪兽队伍排名。DS之后会下载一组战斗对手。战斗对手会是高等级的怪物或高排名的其他玩家。每当赢得战斗玩家都会获得一个道具或怪兽作为奖励。奖品每日都会变化，它们可以是平常的道具也可以是失散金属等稀有怪兽。此功能每天只能使用一次，玩家每天只能和一组对手作战并只能得到一次奖励。

## 开发
游戏由幕后游戏开发商TOSE开发。《勇者斗恶龙怪兽篇 Joker》是第一款支持Wi-Fi功能的勇者斗恶龙游戏。以领导全部勇者斗恶龙游戏开发而知名的堀井雄二为本作加入了新的游戏元素，如“收服”怪物。《七龙珠》作者鸟山明也回归《Joker》的制作，使用他独特的风格创建视觉效果。制作团队的另一员椙山浩一为《Joker》谱写乐曲。

## 评价
《勇者斗恶龙怪兽篇 Joker》总体得到了较好的分数，游戏在Metacritic的汇总得分为76%。GameSpot的Austin Shau给了游戏7.5/10分以及总体正面的评论，but advised users to approach the intense level-grinding with caution。IGN打出了相似的7.9分，并提到了游戏极佳的图像和整体质量。IGN认为游戏应该“它所呈现的大量深度和多功能性应该为系列的新玩家带来惊喜”。《任天堂力量》给游戏打了8/10分，并为《Joker》辩护称其不只是一个神奇宝贝冒充者。相似的，GameSpy给游戏打了8/10分，并称游戏不仅仅是神奇宝贝复制品。Gamezone也给游戏打了8/10。然而《GamePro》给了《Joker》3.25/5，并认为游戏只是依照神奇宝贝的“又一个怪物捕捉与战斗游戏”。评论还批评了游戏的捕捉棘手与令人厌烦的战斗切换特写。《Game Informer》给了游戏8/10，同时游戏也成为其2006年12月刊“月度掌机游戏”。日本游戏杂志《Fami通》给了游戏正面评价以及36/40的分数。
《勇者斗恶龙怪兽篇 Joker》在日本发行首周售出593,994份。游戏在日本一共售出145万份。《Joker》在日本广受欢迎。

## 续作
在1月末，任天堂宣布开发《勇者斗恶龙怪兽篇 Joker 2》。游戏不是《Joker》的后传，而是使用了新主角。游戏使用了包括《勇者斗恶龙IX》新增怪物在内的300多种怪物，同时支持通过任天堂Wi-Fi连接直接多人联机对战。